# هيلاريو سانشيز كورتيس
هيلاريو سانشيز كورتيس (بالإسبانية: Hilario Sánchez Cortés)‏ هو سياسي مكسيكي، ولد في 21 أكتوبر 1957 في ولاية مكسيكو في المكسيك. حزبياً، نشط في حزب الثورة الديمقراطية. وقد انتخب عضو مجلس النواب المكسيك.